# Bujantai
Bố Chiếm Thái(tiếng Mãn: ᠪᡠᠵᠠᠨᡨᠠᡳ, chuyển tả: Bujantai; tiếng Trung: 布占泰; bính âm: Bùzhàntài, 1575 – 1618) Na Lạp thị, là Ô Lạp Bối lặc cuối cùng.

## Thân thế
Bố Chiếm Thái là hậu duệ của Nạp Kỳ Bố Lộc (納奇卜祿, Nacibulu), tổ tiên nhánh Na Lạp thị của Ô Lạp và Cáp Đạt.
Các tín ngưỡng truyền thống cho rằng Nạp Kỳ Bố Lộc đã thu hút sự chú ý của một số người Mông Cổ, những người muốn ông quy phục họ. Khi quân Mông Cổ định bắt ông, ông đã thành công trong việc đánh bại lại họ, và khi họ hét lên để hỏi tên ông, ông đã nhanh chóng trả lời với thái độc thách thức là "Na Lạp" (Nara). Như vậy, Na Lạp thị bắt đầu có danh tính từ đó. Nạp Kỳ Bố Lộc cho định cư bên sông Tùng Hoa thuộc địa phận Cát Lâm ngày nay, và thường gọi tên sông là "Ô Lạp" (Ula) theo tiếng Mãn nghĩa là "sông". Ông là một người săn bắn và đánh bẫy thú vật giỏi và có nhiều người đi theo. Vài thế hệ sau, hai anh em trong số các hậu duệ của ông là Khắc Thập Nạp (克什納, Kesina) và Cổ Đối Châu Diên (古對珠延, Gudui Juyan) đã trở thành tiên tổ của các nhánh Cáp Đạt và Ô Lạp của Na Lạp thị. Bố Can, cháu trai của Cổ Đối Châu Diên, củng cố điểm định cư bên sông Tùng Hoa và trở thành Bối lặc của Ô Lạp. Hai người con trai của ông là Mãn Thái và Bố Chiếm Thái.

## Cuộc đời
Trong thời gian anh trai là Mãn Thái tại vị Bối lặc Ô Lạp, Bố Chiếm Thái đã nhậm mệnh điều giải binh đoan giữa Diệp Hách và Huy Phát. Năm 1593, vì sự quật khởi của Nỗ Nhĩ Cáp Xích ở Kiến Châu đã tạo thành uy hiếp cho các bộ Hải Tây Nữ Chân, Bố Chiếm Thái phụng mệnh suất lĩnh 3 ngàn quân gia nhập vào "Liên quân cửu bộ". Diệp Hách dưới quyền chỉ huy của hai Bối lặc là Bố Trại và Nạp Lâm Bố Lộc tập hợp tứ bộ của Hải Tây Nữ Chân cùng với các bộ của Mông Cổ và Trường Bạch Sơn, tấn công Kiến Châu Nữ Chân của Nỗ Nhĩ Cáp Xích. Tháng 10, liên quân bị đánh bại trong trận Cổ Lặc Sơn, Diệp Hách Bối lặc Bố Trại chết trận. Trong lúc yểm hộ cho Mạnh Cách Bố Lộc lui quân thì Bố Chiếm Thái bị quân Kiến Châu phục kích bắt sống. Nỗ Nhĩ Cáp Xích không những không giết Bố Chiếm Thái mà còn ban cho ông xá lỵ tôn cừu, tỏ ý "ân dưỡng dưới trướng". Trong tiệc cuối năm 1596, qua ba tuần rượu, Bố Chiếm Thái từng đích thân múa một khúc để mừng tân xuân.
Bố Chiếm Thái sinh hoạt dưới trướng Nỗ Nhĩ Cáp Xích suốt 3 năm. Năm 1596, khi nghe tin Mãn Thái và các con trai bị bộ hạ ám sát, Nỗ Nhĩ Cáp Xích lập tức cử người suất quân hộ tống ông về Ô Lạp bộ, thừa kế tước vị Bối lặc. Dưới sự giúp đỡ của quân Kiến Châu, Bố Chiếm Thái đánh bại thúc phụ Hưng Ni Nha (兴尼牙) có ý đồ ngấp nghé ngôi vị, thành công trở thành quốc chủ Ô Lạp. Tháng 12, để thắt chặt quan hệ với Nỗ Nhĩ Cáp Xích, ông gả một người em gái là Hô Nại (滹奈) cho Thư Nhĩ Cáp Tề, em trai của Nỗ Nhĩ Cáp Xích, và đến năm 1597 cùng với Diệp Hách và các bộ lạc khác chính thức đình chiến với Nỗ Nhĩ Cáp Xích. Năm 1598, tháng 12, ông suất lĩnh 8 trăm người đến Kiến Châu bái kiến, Nỗ Nhĩ Cáp Xích liền gả trưởng nữ của Thư Nhĩ Cáp Tề là Ngạch Thực Thái cho ông. Năm 1601, tháng 11, ông lại gả cháu gái của mình, con gái của Mãn Thái, người sau này trở thành Thanh Thái Tổ Đại phi A Ba Hợi cho Nỗ Nhĩ Cáp Xích. Năm 1603, ông lại cưới con gái thứ hai của Thư Nhĩ Cáp Tề là Ngạch Ân Triết, lại kết minh hữu cùng Kiến Châu.
Tuy nhiên, Bố Chiếm Thái tự nhận "Thế tích uy danh", không chấp nhận ở dưới Kiến Châu, hơn nữa ông đã xưng Hãn vào năm 1602, vậy nên liên minh giữa Ô Lạp và Kiến Châu không duy trì quá 6 năm. Năm 1607, người đứng đầu Ngõa Nhĩ Khách bộ của Đông Hải Nữ Chân – bộ lạc vốn phụ thuộc Ô Lạp, Phỉ Ưu thành chủ Sách Mục Đặc Hắc (策穆特黑) đến bái kiến Nỗ Nhĩ Cáp Xích, xưng rằng ông ta nhiều lần bị Bố Chiếm Thái nhục nhã, nay xin đầu phục vào quân Kiến Châu. Nỗ Nhĩ Cáp Xích liền phái Thư Nhĩ Cáp Tề, Chử Anh, Đại Thiện, Phí Anh Đông, Hô Nhĩ Hán, Dương Cổ Lợi suất lĩnh ba ngàn quân đi nghênh tiếp người dân Phỉ Ưu thành. Bố Chiếm Thái nghe tin, liền phái lục thúc Bối lặc Bác Khắc Đa (博克多) suất lĩnh hơn 1 vạn quân, mai phục ở khu vực Ô Kiệt Nhai (乌碣崖), hữu ngạn Đồ Môn giang. Trong lúc hai bên hỗn chiến, Bác Khách Đa chết trận, quân Ô Lạp đại loạn. Cha con Phó tướng Thường Trụ (常柱) và Hồ Lý Bố (胡里布) bị bắt. Sau trận chiến, quân Ô Lạp bị trảm hơn 3 ngàn quân lính, quân Kiến Châu thu được hơn 5 ngàn con ngựa, 3 ngàn bộ áo giáp. Năm sau, quân Kiến Châu hạ được trọng trấn phía Nam của Ô Lạp là Nghi Hãn Sơn thành (宜罕山城). Sau trận chiến, Bố Chiếm Thái cầu hôn con gái của Nỗ Nhĩ Cáp Xích, hy vọng một lần nữa ký kết minh ước. Kết quả, Nỗ Nhĩ Cáp Xích gả con gái thứ năm là Mục Khố Thập cho Bố Chiếm Thái, hai quân ngừng chiến. Quân Kiến Châu mặc dù tạm dựng tiến công trực tiếp nhưng không ngừng thu tóm địa phận Đông Hải Nữ Chân.
Tháng 9 năm 1612, Bố Chiếm Thái xuất quân thu phục lại những vùng đất Hỗ Nhĩ Cáp vốn bị quân Hậu Kim chiếm lĩnh, lại kết đồng minh cùng Diệp Hách và Khoa Nhĩ Thấm. Không lâu sau, truyền ra tin tức Bố Chiếm Thái sỉ nhục Ngạch Thực Thái, lại muốn cưới Diệp Hách lão nữ – người từng có hôn ước với Nỗ Nhĩ Cáp Xích. Tháng 12, Nỗ Nhĩ Cáp Xích thân chinh Ô Lạp, liên tục đánh hạ 5 tòa thành, vào sâu thành Ô Lạp, hủy hầu hết các doanh trại xung quanh. Bố Chiếm Thái đích thân vào doanh trướng của Nỗ Nhĩ Cáp Xích cầu hòa, lại dập đầu thỉnh tội. Vì vậy, sau khi Nỗ Nhĩ Cáp Xích công bố đủ các loại tội trạng của Bố Chiếm Thái thì thu quân trở về Kiến Châu. Nỗ Nhĩ Cáp Xích quay về chưa được bao lâu, Bố Chiếm Thái đã đem nhốt Ngạch Thực Thái. Tháng 1 năm 1613, Nỗ Nhĩ Cáp Xích nghe tin, lập tức một lần nữa xuất quân thân chinh Ô Lạp.
Quân Kiến Châu liên tục hạ ba thành, Bố Chiếm Thái suất lĩnh 3 vạn quân đến Phú Nhĩ Cáp thành (富尔哈城) muốn quyết chiến với Nỗ Nhĩ Cáp Xích. Nỗ Nhĩ Cáp Xích vốn muốn tiếp tục chiêu hàng Bố Chiếm Thái nhưng các con trai và thủ hạ dưới trướng đều không đồng ý, vì vậy liền ra lệnh hai quân quyết chiến. Quân Kiến Châu lại theo một đường khác đánh vào Ô Lạp thành, Nỗ Nhĩ Cáp Xích tọa trấn ở Tây Môn lâu (西门楼), mệnh quân lính hạ cờ Ô Lạp xuống, dựng cờ Kiến Châu lên. Lúc này, quân Bố Chiếm Thái không còn quá trăm người, chạy đến dưới thành lâu, thấy cờ của quân Kiến Châu liền cuống quít chạy trốn, nhưng bị quân Đại Thiện chặn giết. Bố Chiếm Thái và tàn quân chạy đến Diệp Hách nương nhờ Kim Đài Cát, Ô Lạp bộ chính thức bị quân Kiến Châu thâu tóm. Nỗ Nhĩ Cáp Xích nhiều lần phái sứ thần đến Diệp Hách, yêu cầu giao Bố Chiếm Thái nhưng đều bị từ chối. Năm 1618, Bố Chiếm Thái liên minh với Kim Đài Cát, xuất quân tấn công Huy Phát thành, ý đồ đông sơn tái khởi nhưng không thành. Không lâu sau thì Bố Chiếm Thái qua đời ở Diệp Hách tây thành, trước khi Diệp Hách rơi vào tay Nỗ Nhĩ Cáp Xích.

## Gia quyến
- Anh trai: Mãn Thái, Ô Lạp Bối lặc
  - Con gái: A Ba Hợi, Đại phi của Nỗ Nhĩ Cáp Xích, sinh được 3 con trai: A Tế Cách, Đa Nhĩ Cổn, Đa Đạc
- Em gái: Hô Nại, Ngũ thú Phúc tấn của Thư Nhĩ Cáp Tề, sinh Tế Nhĩ Cáp Lãng.
- Em họ: Con gái của lục thúc Bác Khách Đa, Kế phi của Hoàng Thái Cực, sinh Hào Cách.

### Chính thê
- Ngạch Thực Thái (额实泰, 1584 – 1656), trưởng nữ của Thư Nhĩ Cáp Tề, kết hôn vào năm 1598.
- Ngạch Ân Triết (额恩哲, 1584 – 1638), thứ nữ của Thư Nhĩ Cáp Tề, cùng kết hôn vào năm 1603.
- Mục Khố Thập (穆库什, 1595 – 1659), Hòa Thạc Công chúa, Hoàng nữ thứ năm của Nỗ Nhĩ Cáp Xích, kết hôn vào năm 1608. Sau khi Ô Lạp bộ bị diệt, Công chúa được đưa về Kiến Châu, gả cho khai quốc công thần Ngạch Diệc Đô, sinh được Át Tất Long. Sau khi Ngạch Diệc Đô qua đời, Công chúa tiếp tục tái giá với con trai thứ 8 của Ngạch Diệc Đô là Đồ Nhĩ Cách.

### Hậu duệ
Bố Chiếm Thái có tất cả 10 con trai, ngoại trừ thứ tử Đạt Lạp Mục tử trận, thất tử Đông A không bị bắt thì tất cả con trai còn lại đều bị Nỗ Nhĩ Cáp Xích bắt giữ. Sau này hậu duệ đều đãi vào Chính Bạch kỳ.

#### Con trai
1. Đạt Nhĩ Hán (达尔汉), nhậm Tá lĩnh.
2. Đạt Lạp Mục (达拉穆), tử trận. Con trai là Đồ Nhĩ Tái (图尔赛) nhờ chiến công được ban Vân Kỵ úy thế chức.
3. A Lạp Mục (阿拉穆), nhậm Tá lĩnh.
4. Ba Nhan (巴颜), mẹ là Ngạch Thực Thái hoặc Ngạch Ân Triết.
5. Bố Nhan Đồ (布颜图), mẹ là Ngạch Thực Thái hoặc Ngạch Ân Triết.
6. Mậu Mặc Nhĩ Căn (茂墨尔根), mẹ là Mục Khố Thập, được phong thế chức.
7. Đông A (东阿), giữa những năm Thiên Thông thì quy thuận Hậu Kim, đãi vào Tương Lam kỳ.
8. Cát Đô Hồn (噶都浑), mẹ là Mục Khố Thập, được phong thế chức.
9. Xước Tề Nãi (绰齐鼐), từng bị Bố Chiếm Thái có ý định đưa đến Diệp Hách làm con tin, vì thành Ô Lạp mất mà sự không thành.
10. Hồng Khuông (洪匡), mẹ là Mục Khố Thập, từng có ý đồ khôi phục Ô Lạp, binh bại tự vẫn.

#### Con gái
- Đích Phúc tấn của An Bình Bối lặc Đỗ Độ – trưởng tử của Chử Anh, cháu nội của Nỗ Nhĩ Cáp Xích. Sinh được 7 con trai: Đỗ Nhĩ Hỗ, Mục Nhĩ Hỗ (穆尔祜), Đặc Nhĩ Hỗ (特尔祜), Đặc Lân (特遴), Đặc Nhĩ Thân (特尔亲), Đỗ Nỗ Văn (杜努文), Tát Bật (萨弼).
- Đích Phúc tấn của Thạc Thác – con trai thứ 2 của Đại Thiện, cháu nội của Nỗ Nhĩ Cáp Xích. Sinh được 3 con trai: Lạt Khách (喇喀), Tề Lan Bố (齐兰布), Nhạc Tái Bố (岳赛布).
- Đích Phúc tấn của Dĩnh Nghị Thân vương Tát Cáp Lân – con trai thứ 3 của Đại Thiện, cháu nội của Nỗ Nhĩ Cáp Xích. Sinh được 3 con trai: A Đạt Lễ, Lặc Khắc Đức Hồn, Đỗ Lan (杜兰).
- Đích Phúc tấn của Ái Độ Lễ – con trai thứ 2 của A Mẫn, cháu nội của Thư Nhĩ Cáp Tề. Sinh được 7 con trai: Hải Độ Lý (海度里), Ba Nhĩ Phách (巴尔霸), La Đa Hoan (罗多欢), Đỗ Lạt (杜喇), Lạt Tháp (喇塔), Ba Nhĩ Mã (巴尔玛), Lạt Tân (喇新).
- Tát Cáp Liêm (萨哈廉), người con gái từng bị Bố Chiếm Thái đưa đến Diệp Hách làm con tin là 1 trong 4 vị trên hay là 1 người con gái khác, không có bằng chứng cụ thể.

Sau này, vì Thạc Thác và cháu trai A Đạt Lễ mưu đồ ủng lập Đa Nhĩ Cổn làm Tân đế mà bị luận xử, Đích Phúc tấn của Thạc Thác và Tát Cáp Lân đều bị kết tội phản nghịch mà xử tử.